# Ernst-August Stolte
Ernst-August Stolte war ein deutscher Rundfunkreporter.

## Leben
Stolte arbeitete für den NDR und war einer der Pioniere in der Rundfunkberichterstattung direkt nach dem Zweiten Weltkrieg.
Er führte für das NDR-Studio Flensburg zahlreiche Reportagen und berichtete u. a. von Hamburger Sturmflut 1962.